# Українці Москви
Українці Москви — особи української національності, що проживають тимчасово або постійно в місті Москва (Російська Федерація). Натепер їх нараховується від 250 до 700 тисяч осіб.

## Історія

Пам'ятник Тарасові Шевченку (Москва)

Попри думки деяких вчених, що розглядають Юрія Долгорукого (засновника Москви), як частково українця — сина великого князя Київського Володимир Мономаха, це є суттєвим аргументом на користь того, щоб розглядати українців в якості засновників (співзасновників) Москви.
Перші українці у Москві з'являються лише у XIV столітті. Насамперед це була знать, родичі Рюриковичів, які з політичних міркувань залишали межі Великого князівства Литовського та королівства Польщі (після приєднання до неї земель Руського королівства зі Львовом). Висловлюється думка, що першим таким був Дмитро Боброк, що походив з Волині. Міграція шляхти та князів на Волині та у Галичині посилилася у XV та напочатку XVI століть. До Москви прибувають Волконські, Бельські, Глинські (яскравим представником яких була Олена Глинська, регентша та мати московського царя Івана IV Грозного, що був наполовину українцем). Саме вони вступили у протистояння з тиранічними амбіціями Івана IV, що мав за приклад Золоту орду. В той час як українські переселенці з Волині та Галичини засвоїли європейські традиції й намагалися облаштувати Московське царство на кшталт Польщі чи майбутньої Речі Посполитої. Втім, вони програли в цьому. Проте час від часу деякі українські магнати, невдоволені королями Речі Посполитої, прибували до Москви до кінця XVI століття.
В подальшому українці в Москві з'являються в часи так званного Смутного часу, коли 1605 року запорозькі козаки разом з поляками поставили московським царем Лжедмитрія I. З початком війни Речі Посполитої та Московщини брали участь також в ній. 1610 року разом з польськими загонами запорожці увійшли до Москви. Тут тривалися до 1612 року, після чого повернулися до України.
З посилення конфліктів між королівською адміністрацією та козацтвом, посилення релігійних гонінь протягом 1625—1645 років чимало українців перебралося до Московського царства, зокрема його столиці. 1647 року до стрілецького загону в Москві зараховано 34 «валуйських черкас» на чолі з отаманом Лук'яном Степановим.
Ще більша міграція почалася з початком Визвольної війни під проводом Богдана Хмельницького у 1648 році, а згодом після ухвал Переяславської ради (щодо союзу з Московією). 1662 року в Москві створено Малоросійський приказ, до якого регулярно прибували посольства з гетьманських столиць та Запорізької січі. Водночас почалося переселення української інтелігенції до Москви (чимало науковців, священників, освітян). В результаті у 1669 році утворилося Малоросійські подвір'я. За статистичними підрахунками науковця О.Брюкнера український вплив великою мірою європеїзував тогочасну Москву.
В наступні сторіччя чимало українців перебирається до Москви, де служать тамтешнім царям. Втім з спорудження за наказом царя Петра I нової столиці Санкт-Петербургу значна частина московських українців перебирається туди. Тут мав власний палац гетьман Іван Мазепа.
Нове піднесення української діаспори в Москві припадає на середину XIX століття, коли тут пожвавлюється театральне, наукове життя. Чимало українців стають акторами, науковцями, прослуховують лекції в Московському університеті. Одним з творців і співзасновників, а потім керівників відомого російського театру МХАТ був українець Володимир Немирович-Данченко.
Нова міграція українців до Москви починається у 1920-х роках. На той момент остання знову стає столицею держави — натепер Радянського Союзу. Тому сюди за наказом переїздять партійні, наукові, культурні працівники.
Протягом свого існування чисельність української діаспори в Москві постійно збільшувалася аж до приходу до влади у РФ В. В. Путіна, коли офіційна чисельність спочатку стабілізувалася, а потім пішла на спад:
Динаміка чисельності українського населення у місті Москва
| 1897  | 1926  | 1939  | 1959   | 1970   | 1979   | 1989   | 2002   | 2010   | 2020  |
| ----- | ----- | ----- | ------ | ------ | ------ | ------ | ------ | ------ | ----- |
| 4478* | 16082 | 90479 | 115489 | 184885 | 206875 | 252670 | 253644 | 154104 | 58788 |

*Лише українськомовні українці

## Сучасність
Українська діаспора в Москві є найчисленнішою серед усіх міст Росії. За даними перепису населення в 2002 році українцями себе назвало 253644 осіб, в 2010 році на території міста проживало 154 104 українця, що становить 1,42 % від усього населення і є другою за чисельністю національністю Москви. Проте фактична чисельність українців значно більша: за різними оцінками від до 700 тис. осіб.
Українці повністю інтегровані в суспільне життя Росії. Вони широко представлені в усіх сферах соціальної діяльності — на виробництві, у сфері обслуговування, в науці, освіті, управлінні тощо. Вищий та середній рівень освітньої та професійної підготовки забезпечує їм досить високі соціальну мобільність і соціальний статус у суспільстві. Особи українського походження становлять помітний відсоток серед культурно-мистецької, політичної та управлінської еліти Росії, обіймають відповідальні посади в уряді, представлені в парламентському корпусі.
Умовно сучасна українська діаспора поділена на 2 частини:
- перша існувала протягом кількох поколінь і виявилася схильна до асиміляції і поступово втратила свою національну ідентичність, перетворившись на типових міських громадян з характерними українськими прізвищами.
- друга частина пам'ятає українську мову і багато з них можуть готувати українські страви. Вони також найчастіше мають родичів в Україні.

Особливу частину складають українські заробітчани у Москві, які поступово збільшувалися з середини 1990-х років до 2014 року. Дотепер невідома їх кількість.

### Відомі діаспоряни
- Іван Зарудний, архітектор
- Володимир Немирович-Данченко, театральний діяч
- Михайло Остроградський, російський математик
- Володимир Вернадський, філософ, науковець
- Іван Козловський, співак
- Олександр Довженко, режисер
- Сергій Бондарчук, радянський актор, режисер
- Леонід Гайдай, режисер
- Клара Лучко, радянська актриса
- Іван Кожедуб, льотчик
- Валентин Глушко, інженер та вчений-ракетобудівник
- Архип Люлька, конструктор авіаційних двигунів
- Вадим Коваленко, радянський вчений
- Ганна Політковська (Мазепа), журналістка, правозахисниця
- Віктор Ідзьо, історик-науковець

## Організації

### Громадські
1988 року у столиці Росії виникають Український молодіжний клуб та товариство української культури «Славутич». 1991 року створено Об'єднання українців Москви, яке у 2001 році перетворено на регіональну громадську організацію «Українці Москви» (активних членів близько 200), співголовими якої є Віктор Гіржов та Валерій Семененко. Після заборони у судовому порядку діяльності Об'єднання українців Росії у 2012 році «Українці Москви» стали головними представниками інтересів українців у РФ. Українці Москви активно взаємодіють з іншими громадськими об'єднання діаспори в інших міста та регіонах Російської Федерації.
У квітні 1995 року засновано Український історичний клуб (УІС). в українському відділі міської бібліотеки № 147 міста Москви. Ініціатором, організатором та першим головою УІК став випускник Прикарпатського університету Віктор Ідзьо. Основне організаційне ядро УІК теж складають історики професіонали які у різний час і у різних країнах закінчували історичні факультети університетів і інститутів. Проведено чимало науких і науково-практичних конференцій, присвячених історії України й українства.
Національний культурний центр України в Москві (НКЦУ) відкрито у 1998 році за ініціативи Президента України Л. Кучми. Відтоді знаходиться у складі Державного управління справами (ДУС). Тривалий час (2001—2015) директором Центру був відомий український історик В. Ю. Мельниченко, головним спеціалістом відділу культури і мистецтв працює поетеса О. П. Марченко. Становище НКЦУ погіршилося з початком російської агресії проти України в 2014 році. 22 листопада 2016 року група радикально настроєних молодих людей вчинила напад на Національний культурний центр України в Москві, здійснюючи при цьому акти вандалізму.
Внаслідок тиску з боку уряду Росії в 2017 році головою Національного культурного центру України в Москві 13 червня було обрано Валерія Юрченка, прихильника слов'янської єдності. Сьогодні триває процес створення Українського інституту (УІ), який повинен об'єднати всі культурно-інформаційні установи за кордоном, але чомусь передача КЦУ в Москві в УІ не передбачена — що підсилює підозри про непрозору складову в діях ДУС.
Є Рада земляцтв України в Москві, де керують переважно вихідці з Луганська та Донецька. Саме вони з відкритим листом виступали проти Євромайдану 2013—2014 року в Києві, підписували антиукраїнський лист від вихідців з України, закликали Президента України Віктора Януковича розігнати Майдан.
У 2008 році активістами української діаспори О. Ступарем і А. Мірошниченком був відроджений Український Молодіжний Клуб. З 2010 року його очолює журналіст Я. С. Копельчук.

### Релігійні
Діє громада Української греко-католицької цекрви.
Громада Української православної церкви Київського патріархату входить до Богородської єпархії, яку очолює митрополіт Адріан (Старина).

## Культурні установи
З 1993 року відкрито театр української музики «Чуєш брате мій…». За широкого сприяння Олександра Івановича Сьомака театр став візитівкою українців Москви, а згодом піднявся до ще вищих творчих висот, перерісши в унікальний хоровий колектив — Міжнародну хорову капелу «Славутич».
З кінця 1990-х років діє музично-драматичний Український театр-антрепризи «Еней». Засновано секції українських філателістів у Москві та українців-художників.

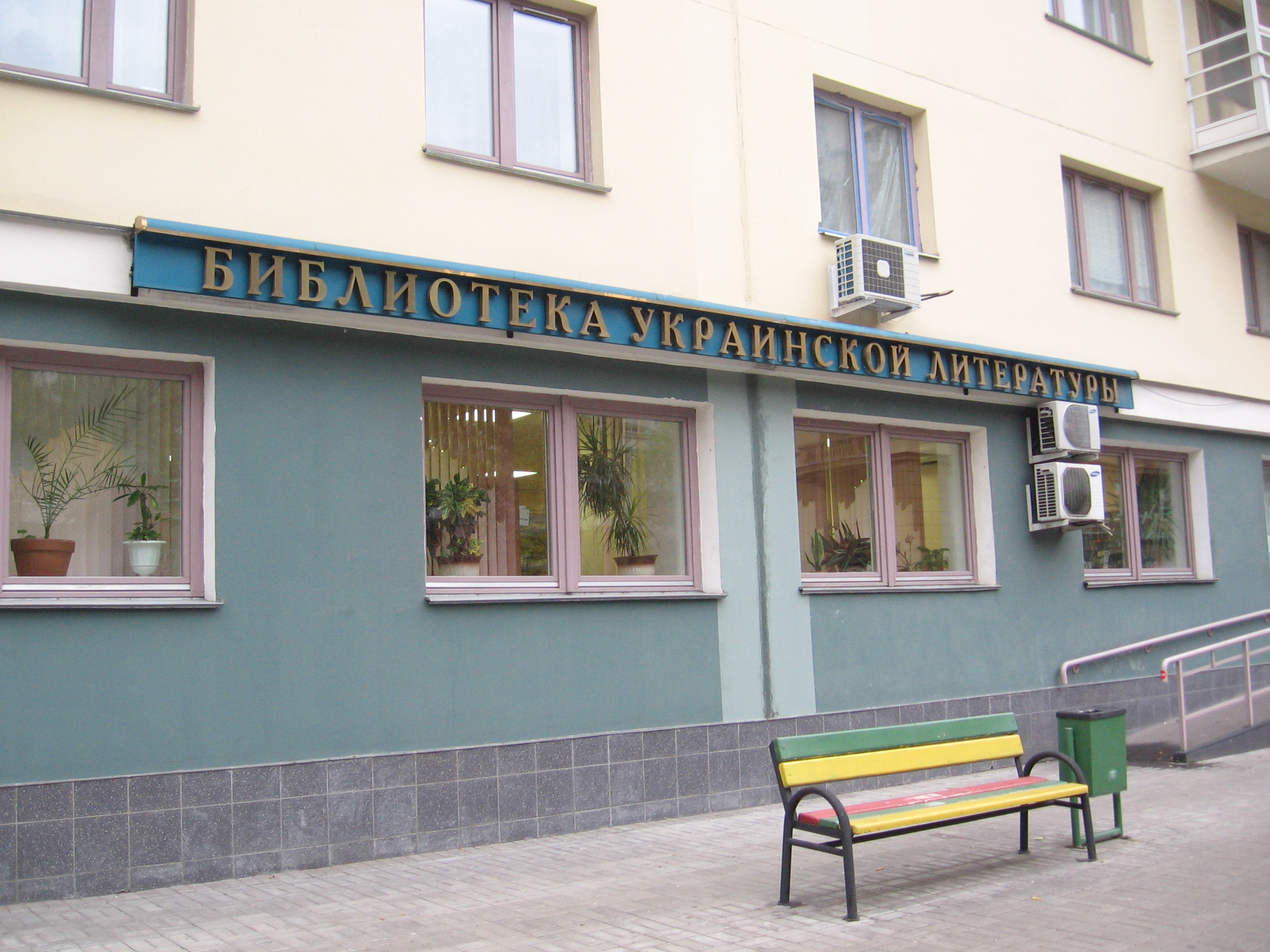
Бібліотека української літератури

За ініціативою української громади Москви в грудні 1989 року відновила свою роботу Державна бібліотека української літератури — наступниця Центральної української бібліотеки в Москві, заснованої в 1920-х роках (за деякими відомостями — у 1918 році) та закритої 1938 року. Значні проблеми почалися з Російською агресією в Криму та на Донбасі. 2006 року змінено керівництво бібліотеки: новим директором стала Наталія Шаріна. На думку директора БУЛ у 2005—2007 роках Юрія Кононенка, призначення директора-росіянина мало за мету «очищення установи від українського націоналізму» і «під керівництвом Шаріної з бібліотеки викинули практично всіх колишніх співробітників». Шаріна із колегою вивезли і спалили цінні діаспорні видання[джерело?]. З 2010 року заступником директора був український поет і літературознавець В. Г. Крикуненко. 2015 року в бібліотеці пройшли обшуки у Бібліотеці української літератури, проте це ніяк не сколихнули українську діаспору Москви, жодних акцій протесту не зафіксовано. Протягом 2016 — початку 2017 р. тривав судовий процес над Шаріною, що закінчився звинувачувальним вироком у червні 2017. Фонди БУЛ у тому ж році були частково перевезені до нововідкритого Центру слов'янських культур при Бібліотеці іншомовної літератури ім. Рудоміно, частково (переважно архіви й найцінніші матеріали) передані до НКЦУ на Арбаті.
Інша бібліотека (імені Богдана Ступки) діє при Національному культурному центрі.
Популярний у російській столиці Український музичний салон, що працює при Всеросійському музичному товаристві, а за ініціативи громадської організації «Українці Москви» створено Українську народну хорову капелу.

## Освіта
На базі Московського державного відкритого педагогічного університету засновано Український інститут. Проте напочатку 2005 року його закрито. На 2017 рік немає жодної повноформатної української школи, жодного класу. Намагання активістів української громади Москви відновити діяльність школи, але московський уряд постійно ставить якісь умови.
Натепер з 1989 року працює недільна школа при об'єднанні «Українці Москви», існує українська недільна школа при Національному культурному центрі — школа імені Павла Поповича.

## Інформування
З 1989 року в Москві нерегулярно виходить заснована товариством «Славутич» газета «Український кур'єр» — найстарше із сучасних українських видань Росії (тираж сягав 6 тис. примірників). Втім до 2000 року припинила своє існування. Проте виходить друком видання «Український огляд».

## Заходи
- Святкування дня народження українського поета Т. Г. Шевченка, проведення читань та конкурсних програм
- Святкування 200-річчя з дня народження українського письменника Миколи Гоголя
- У 2009 році проведено великий триденний фестиваль української культури.